# Reichshofrat
Cesarsko dvorni svet (nemško Reichshofrat, latinsko Consilium Aulicum) je bilo eno od dveh vrhovnih sodišč Svetega rimskega cesarstva. Drugo je bilo Cesarsko komorno sodišče (Reichskammergericht). Obe sodišči sta imeli podobne pristojnosti, vendar je imel Cesarski dvorni svet  v mnogih primerih izključno pristojnost v vseh fevdalnih procesih in v kazenskih zadevah nad neposrednimi cesarjevimi fevdniki in v zadevah, ki so zadevale cesarsko vlado. Sedež Cesarskega  dvornega sveta je bil v rezidenci habsburških cesarjev Hofburg na Dunaju.

## Zgodovina
Cesarski dvorni svet  je bil prvotno izvršno-sodni svet Svetega rimskega cesarstva. Ustanovljen je bil v poznem srednjem veku kot plačan cesarjev svet, v kasnejši obliki pa ga je organiziral nemški kralj Maksimilijan I. z odlokom z dne 13. decembra 1497. Zamišljen je bilo kot tekmec Cesarskemu komornemu sodišču, ki so ga ustanovili cesarski deželni sveti na zboru v Wormsu dve leti pred tem. Maksimilijan je z ustanovitvijo Cesarskega dvornega sveta želel poudariti, da je cesar utelešenje vrhovne pravne avtoritete v državi in bo še naprej odgovarjal na pravne zahteve, naslovljene nanj.
Vsak cesar je ob svojem prihodu na prestol sklical nov Svet. Po uredbi, ki jo je leta 1559 izdal cesar Ferdinand I., je bil svet sestavljen iz predsednika, podpredsednika, podkanclerja in 18 svetnikov, ki jih je vse izbral in plačal cesar. Izjema je bil podkancler, ki ga je kot nadkanclerja cesarstva imenoval volilni knez Mainza. Od 18 svetnikov je bilo šest protestantov, katerih glasovi so ob soglasju predstavljali učinkovit veto, tako da je bila verska pariteta do neke mere ohranjena. Po cesarjevi smrti je bil svet razpuščen in njegov naslednik je moral ustanoviti novega.
Ko je Napoleon I. po zmagi v bitki pri Austerlitzu in Bratislavskem miru razpustil Sveto rimsko cesarstvo, je leta 1806 Cesarski dvorni svet  kot cesarska institucija prenehal obstajati.

## Vira
- Gilman, D.C., Peck, H.T.,  Colby, F.M., ur. (1905). "Aulic Council". New International Encyclopedia (1st ed.). New York: Dodd, Mead.
- Chisholm, Hugh, ur. (1911). "Aulic Council". Encyclopædia Britannica (11th ed.). Cambridge University Press.